# Sonet 43 (William Szekspir)

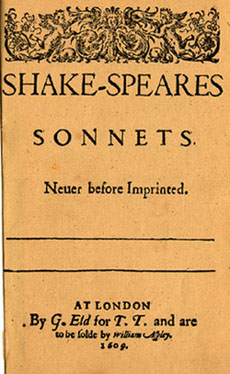
Strona tytułowa pierwszego wydania sonetów Shakespeare’a

Sonet 43 (Chcąc widzieć, oczy zaciskam boleśnie) – jeden z cyklu sonetów autorstwa Williama Shakespeare’a. Po raz pierwszy został opublikowany w 1609 roku.

## Treść
W sonecie tym podmiot liryczny, który przez niektórych badaczy jest utożsamiany z autorem, opsiuje swoje cierpienia związane z rozłąką z tajemniczym młodzieńcem. Zaznacza jednocześnie, że cały czas o nim myśli.